# Pleuridium andinum
Pleuridium andinum är en bladmossart som beskrevs av Theodor Carl Karl Julius Herzog 1916. Pleuridium andinum ingår i släktet sylmossor, och familjen Ditrichaceae. Inga underarter finns listade i Catalogue of Life.